# Salèlas de Cabardés
Salèlas Cabardés (en francès Sallèles-Cabardès) és un municipi de França de la regió d'Occitània, al departament de l'Aude.